# Karma (ohřívač)

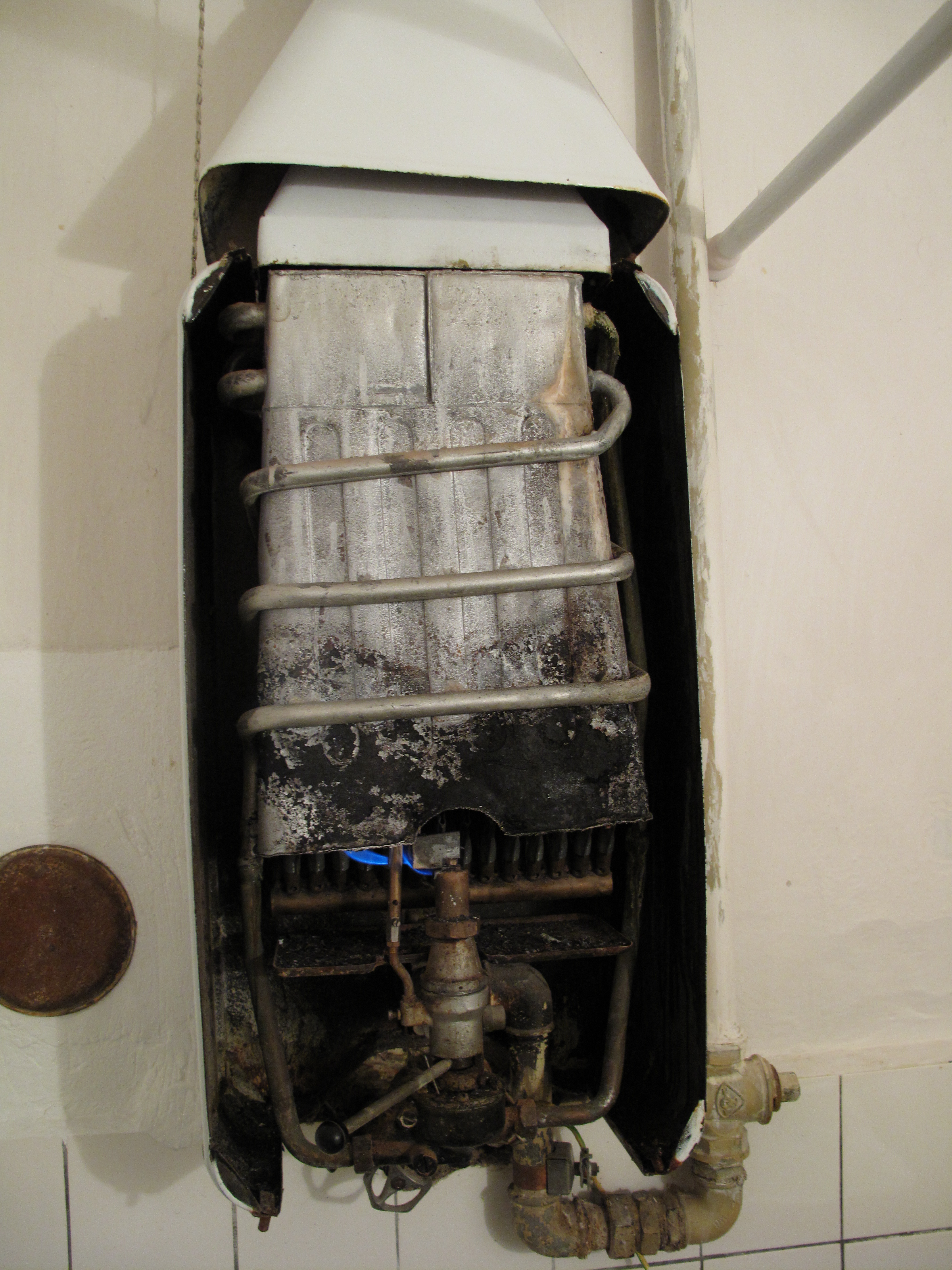
Detail karmy Mora PO 35 uvnitř

Karma je v Česku zobecnělý název pro průtokový plynový ohřívač vody. Pojmenování vzniklo apelativizací jména firmy, která v Čechách toto zařízení vyráběla, a to odkazuje ke jménu zakladatele – Karel Macháček.
Voda je v karmě ohřívána hořícím plynným palivem. Používá se v domácnostech nebo tam, kde není velká spotřeba teplé vody. Někdy jsou kombinované s plynovým kotlem pro ústřední topení. Běžné domácí karmy mají výkon typicky 5 až 20 kW, a ohřívají 2 až 15 litrů vody za minutu na teplotu do 50 až 60°C.

## Nebezpečí
Při poruše karmy a nedokonalém hoření a spalování uhlíku v malých špatně větraných místnostech se spaliny dostávají do místnosti a způsobují otravu oxidem uhelnatým (CO).